# كريستوفر مارتينز
كريستوفر مارتينز (باللوكسمبورغية: Christopher Martins)‏ هو لاعب كرة قدم لوكسمبورغي في مركز الوسط، ولد في 19 فبراير 1997 في مدينة لوكسمبورغ في لوكسمبورغ. شارك مع منتخب لوكسمبورغ تحت 17 سنة لكرة القدم ومنتخب لوكسمبورغ تحت 19 سنة لكرة القدم ومنتخب لوكسمبورغ تحت 21 سنة لكرة القدم ومنتخب لوكسمبورغ لكرة القدم. أما مع النوادي، فقد لعب مع أولمبيك ليون.

## وصلات خارجية
- كريستوفر مارتينز على موقع الاتحاد الدولي (مؤرشف)  (الإنجليزية)
- كريستوفر مارتينز على موقع الاتحاد الأوربي (الإنجليزية)
- كريستوفر مارتينز على موقع قاعدة بيانات كرة القدم.إي يو (الإنجليزية)
- كريستوفر مارتينز على موقع ناشيونال فوتبول تيمز (الإنجليزية)
- كريستوفر مارتينز على موقع Soccerway.com (الإنجليزية)
- كريستوفر مارتينز على موقع AS.com (الإسبانية)